# Bộ Cổ tảo
Bộ Cổ tảo hay bộ Tảo dải (danh pháp khoa học: Desmidiales) là một bộ tảo lục bao gồm khoảng 40 chi và 5.000 tới 6.000 loài, chủ yếu được tìm thấy trong môi trường nước ngọt.

## Từ nguyên
Tên gọi khoa học của bộ này có nguồn gốc từ Desmidium (tên gọi khoa học của chi điển hình), một từ trong tiếng Latinh hiện đại. Tới lượt mình, Desmidium có nguồn gốc từ tiếng Hy Lạp cổ δεσμός (desmos), có nghĩa là "dải, chuỗi, liên kết", do các loài tảo này thường được tìm thấy ở dạng liên hợp lại thành các chuỗi hay khối dày dặc.

## Đặc điểm
Phần lớn các loài là đơn bào, và được chia ra thành 2 ngăn tách biệt nối với nhau bằng một cầu nối hẹp. Các loài trong bộ này có bề ngoài đối xứng cao và nói chung có hình dáng hấp dẫn, và điều này tạo ra cơ sở cho sự phân loại của chúng. Mỗi ngăn có 1 lục lạp, nhưng không có roi. Sinh sản hữu tính diễn ra thông qua quá trình tiếp hợp, một quá trình cũng thấy có ở các loài trong bộ Zygnematales. Hai nhóm này có quan hệ họ hàng gần và vì thế có thể hợp lại thành ngành gọi là Gamophyta (Tảo tiếp hợp). Các loài trong bộ Desmidiales đôi khi được gộp trong bộ Zygnematales, nhưng thông thường được tách ra thành bộ riêng.

## Phân loại
Bộ này được chia ra thành các họ sau:
- Closteriaceae
- Desmidiaceae
- Gonatozygaceae
- Peniaceae

## Phát sinh chủng loài
Kết quả nghiên cứu của Goncharov và ctv. (2003) xác nhận tính đơn ngành của bộ Desmidiales. Tuy nhiên, phân loại như truyền thống trong phạm vi bộ này thì lại không đơn giản như vậy. Trong đó hai họ Closteriaceae và Gonatozygaceae là đơn ngành, còn họ Peniaceae thì cận ngành với họ Desmidiaceae, mặc dù cả hai họ này hợp lại thành một nhánh đơn ngành. Như thế khái niệm về 2 họ Peniaceae và Desmidiaceae cần được xem xét lại.
Cây phát sinh chủng loài dưới đây lấy theo Goncharov và ctv. (2004):

|  | \| \| Peniaceae 2 (Penium spp. khác) \| \| \| \| \| \| Desmidiaceae 1 (Phymatodocis nordstedtiana) \| \| \| \| |
|  | |
|  | Desmidiaceae 2 (phần còn lại)                                                                                  |
|  | |
|  | Peniaceae 2 (Penium spp. khác)                                                                                 |
|  | |
|  | Desmidiaceae 1 (Phymatodocis nordstedtiana)                                                                    |
|  | |

|  | Peniaceae 2 (Penium spp. khác)              |
|  |                                             |
|  | Desmidiaceae 1 (Phymatodocis nordstedtiana) |
|  |                                             |

|  | \| \| Peniaceae 2 (Penium spp. khác) \| \| \| \| \| \| Desmidiaceae 1 (Phymatodocis nordstedtiana) \| \| \| \| |
|  | |
|  | Desmidiaceae 2 (phần còn lại)                                                                                  |
|  | |
|  | Peniaceae 2 (Penium spp. khác)                                                                                 |
|  | |
|  | Desmidiaceae 1 (Phymatodocis nordstedtiana)                                                                    |
|  | |

|  | Peniaceae 2 (Penium spp. khác)              |
|  |                                             |
|  | Desmidiaceae 1 (Phymatodocis nordstedtiana) |
|  |                                             |

|  | \| \| Peniaceae 2 (Penium spp. khác) \| \| \| \| \| \| Desmidiaceae 1 (Phymatodocis nordstedtiana) \| \| \| \| |
|  | |
|  | Desmidiaceae 2 (phần còn lại)                                                                                  |
|  | |
|  | Peniaceae 2 (Penium spp. khác)                                                                                 |
|  | |
|  | Desmidiaceae 1 (Phymatodocis nordstedtiana)                                                                    |
|  | |

|  | Peniaceae 2 (Penium spp. khác)              |
|  |                                             |
|  | Desmidiaceae 1 (Phymatodocis nordstedtiana) |
|  |                                             |

|  | \| \| Peniaceae 2 (Penium spp. khác) \| \| \| \| \| \| Desmidiaceae 1 (Phymatodocis nordstedtiana) \| \| \| \| |
|  | |
|  | Desmidiaceae 2 (phần còn lại)                                                                                  |
|  | |
|  | Peniaceae 2 (Penium spp. khác)                                                                                 |
|  | |
|  | Desmidiaceae 1 (Phymatodocis nordstedtiana)                                                                    |
|  | |

|  | Peniaceae 2 (Penium spp. khác)              |
|  |                                             |
|  | Desmidiaceae 1 (Phymatodocis nordstedtiana) |
|  |                                             |

|  | \| \| Peniaceae 2 (Penium spp. khác) \| \| \| \| \| \| Desmidiaceae 1 (Phymatodocis nordstedtiana) \| \| \| \| |
|  | |
|  | Desmidiaceae 2 (phần còn lại)                                                                                  |
|  | |
|  | Peniaceae 2 (Penium spp. khác)                                                                                 |
|  | |
|  | Desmidiaceae 1 (Phymatodocis nordstedtiana)                                                                    |
|  | |

|  | Peniaceae 2 (Penium spp. khác)              |
|  |                                             |
|  | Desmidiaceae 1 (Phymatodocis nordstedtiana) |
|  |                                             |

|  | \| \| Peniaceae 2 (Penium spp. khác) \| \| \| \| \| \| Desmidiaceae 1 (Phymatodocis nordstedtiana) \| \| \| \| |
|  | |
|  | Desmidiaceae 2 (phần còn lại)                                                                                  |
|  | |
|  | Peniaceae 2 (Penium spp. khác)                                                                                 |
|  | |
|  | Desmidiaceae 1 (Phymatodocis nordstedtiana)                                                                    |
|  | |

|  | Peniaceae 2 (Penium spp. khác)              |
|  |                                             |
|  | Desmidiaceae 1 (Phymatodocis nordstedtiana) |
|  |                                             |

|  | \| \| Peniaceae 2 (Penium spp. khác) \| \| \| \| \| \| Desmidiaceae 1 (Phymatodocis nordstedtiana) \| \| \| \| |
|  | |
|  | Desmidiaceae 2 (phần còn lại)                                                                                  |
|  | |
|  | Peniaceae 2 (Penium spp. khác)                                                                                 |
|  | |
|  | Desmidiaceae 1 (Phymatodocis nordstedtiana)                                                                    |
|  | |

|  | Peniaceae 2 (Penium spp. khác)              |
|  |                                             |
|  | Desmidiaceae 1 (Phymatodocis nordstedtiana) |
|  |                                             |

|  | \| \| Peniaceae 2 (Penium spp. khác) \| \| \| \| \| \| Desmidiaceae 1 (Phymatodocis nordstedtiana) \| \| \| \| |
|  | |
|  | Desmidiaceae 2 (phần còn lại)                                                                                  |
|  | |
|  | Peniaceae 2 (Penium spp. khác)                                                                                 |
|  | |
|  | Desmidiaceae 1 (Phymatodocis nordstedtiana)                                                                    |
|  | |

|  | Peniaceae 2 (Penium spp. khác)              |
|  |                                             |
|  | Desmidiaceae 1 (Phymatodocis nordstedtiana) |
|  |                                             |